# بيتر سيمونيشك
بيتر سيمونيشك (بالألمانية: Peter Simonischek)‏ (و. 1946  م) هو ممثل مسرحي، وممثل أفلام، وممثل تلفزي نمساوي، ولد في غراتس.

## جوائز
حصل على جوائز منها:
- النيشان الذهبي لولاية فيينا
- جائزة الفيلم النمساوية [الإنجليزية]‏
- رومي  [لغات أخرى]‏
- الوسام النمساوي للعلوم والفنون  [لغات أخرى]‏
- النيشان الذهبي الأعظم لشتايرمارك
- جائزة نستروي [الإنجليزية]‏

## وصلات خارجية
- بيتر سيمونيشك على موقع IMDb (الإنجليزية)
- بيتر سيمونيشك على موقع مونزينجر (الألمانية)
- بيتر سيمونيشك على موقع قاعدة بيانات الأفلام العربية
- بيتر سيمونيشك على موقع ألو سيني (الفرنسية)
- بيتر سيمونيشك على موقع ميوزك برينز (الإنجليزية)
- بيتر سيمونيشك على موقع أول موفي (الإنجليزية)
- بيتر سيمونيشك على موقع ديسكوغز (الإنجليزية)
- بيتر سيمونيشك على موقع قاعدة بيانات الفيلم (الإنجليزية)
- بيتر سيمونيشك على موقع كينوبويسك (الروسية)